# Elias Dias Novais
Elias Dias Novais, barão de Novais (Queluz, 20 de julho de 1838 — Rio de Janeiro, 20 de julho de 1915), foi um fazendeiro brasileiro.
Filho de José Antonio Dias Novaes e Maria Freitas Silva, casou-se com Alexandrina Ferreira Silva, com quem teve quatro filhos, Gervásio, Gertrudes, Maria e Josefina, as quais foram atribuídos os sobrenomes "Rosa Di Novais".
Foi fazendeiro de café e industrial e um dos três últimos agraciados com o título de barão, no final do Império, junto com o Barão de Ponte Nova e o Barão de Contendas, em 20 de outubro de 1889.